# Southwest 6th & Madison Street és City Hall/Southwest 5th & Jefferson Street megállóhelyek
Southwest 6th & Madison Street és City Hall/Southwest 5th & Jefferson Street megállóhelyek a Metropolitan Area Express zöld, sárga és narancssárga vonalainak, valamint a TriMet autóbuszainak megállói az Oregon állambeli Portlandben, a Wells Fargo Center, a Portland Buildings, a városháza és egyéb kormányzati épületek közelében.
Az ötödik és hatodik sugárutakon elterülő megállók szélső peronosak, a vonatokra a járdáról lehet felszállni; előbbinél a déli-, utóbbinál pedig az északi irányú járatok állnak meg.
A megállók a megnyitástól az ingyenes utazást biztosító Fareless Square (amelyet 2010 januárjában Free Rail Zone-ra kereszteltek át) részét képezték, de a zónarendszert 2012-ben felszámolták.

## Autóbuszok
- 6 – ML King Jr Blvd (Jantzen Beach◄►Goose Hollow/SW Jefferson St)[2]
- 45 – Garden Home (Goose Hollow/SW Jefferson St◄►Tigard Transit Center)[3]
- 55 – Hamilton (Goose Hollow/SW Jefferson St◄►Apple Way)[4]
- 58 – Canyon Rd (►Beaverton Transit Center)[5]
- 92 – South Beaverton Express (►Scholls Ferry Road)[6]
- 96 – Tualatin/I-5 (►Commerce Cicle)[7]
- 291 – Orange Night Bus (Union Station◄►SE Park Ave)[8]

| Előző állomás                                                 |                                                | Metropolitan Area Express |  | Következő állomás                                                         |
| ------------------------------------------------------------- | ---------------------------------------------- | ------------------------- |  | ------------------------------------------------------------------------- |
| PSU Urban Center/SW 6th & Montgomery Stcsak az egyik irányban |                                                | Zöld vonal                |  | Pioneer Courthouse/SW 6th Avetovább Clackamas Town Center pályaudvar felé |
| PSU Urban Center/SW 5th & Mill Sttovább PSU South felé        | Pioneer Place/SW 5th Avecsak az egyik irányban | Zöld vonal                |  |                                                                           |
| PSU Urban Center/SW 6th & Montgomery Stcsak az egyik irányban |                                                | Sárga vonal               |  | Pioneer Courthouse/SW 6th Avetovább Expo Center felé                      |
| PSU Urban Center/SW 5th & Mill Sttovább SE Park Ave felé      |                                                | Narancssárga vonal        |  | Pioneer Place/SW 5th Avecsak az egyik irányban                            |

## Fordítás
- Ez a szócikk részben vagy egészben  a   Southwest 6th & Madison Street and City Hall / Southwest 5th & Jefferson Street című angol Wikipédia-szócikk ezen változatának fordításán alapul.  Az eredeti cikk szerkesztőit annak laptörténete sorolja fel. Ez a jelzés csupán a megfogalmazás eredetét és a szerzői jogokat jelzi, nem szolgál a cikkben szereplő információk forrásmegjelöléseként.